# أساطير دومية

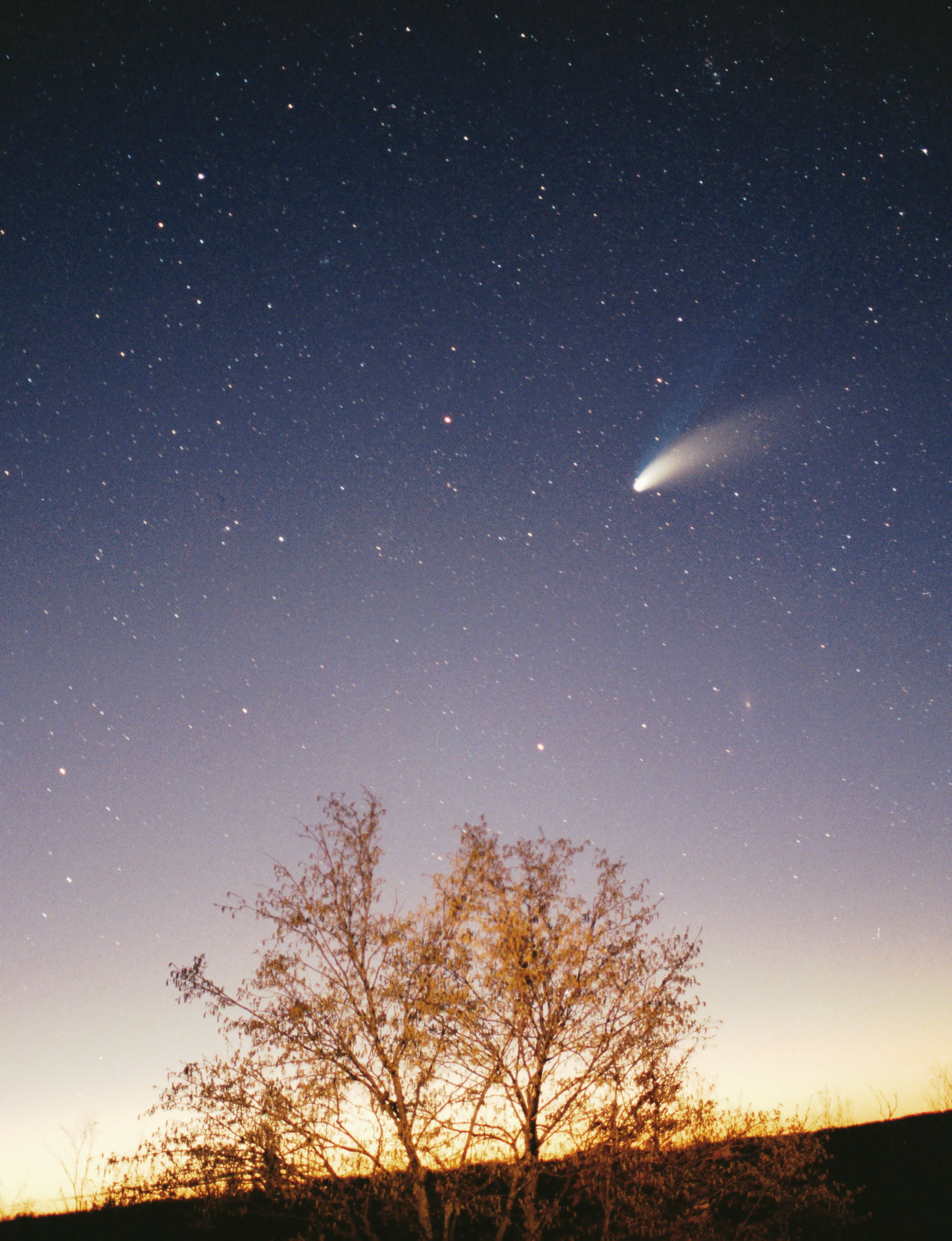
آيآز: موت إنسان و ولادة إنسان آخر

الأساطير الدومية هي المعتقدات والأساطير القديمة التي آمن بها الدوم قديماً. هناك القليل الذي نعرفه عن معتقداتهم القديمة والسبب وراء ذلك هو عدم وجود لغة كتابية لهذا الشعب. ولكن حسب القصص والأحاديث الرائجة بين الدوم نستطيع أن نعرف بعضاً من معتقداتهم القديمة. ومن الواضح أن أفكارهم ومعتقداتهم القديمة تشبه الديانات الأرواحية والشامانية كثيراً مثل الذي لدى السكان الأصليين لأمريكا وشرق آسيا وآسيا الوسطى. ولكن أكثر هذه الأساطير القديمة عند الدوم  اختفت الآن في وقتنا الحالي والقليل منهم من يعرفهم. والسبب أنهم بدأو ينخرطون بالمجتمعات التي يسكنون معها، وكذلك عدم اهتمامهم بتدوين كل أفكارهم وقصصهم القديمة.

## خوا
(الدومرية: خوا: الإله أو السماء) مصطلح خوا في الدومرية معقدة ولا يمكن ترجمتها لكلمة واحدة في اللغة العربية. كلمة خوا يأتي بمعنى الله وكذلك بمعنى السماء. شعب الدوم قديماً رأوا السماء والله في الشيء ذاته ولم يكن لديهم فرق في كلاهما.
شعوب الدوم الغجرية لم يكن لديهم اهتمام بالدِّين قديماً ولذلك الآلهة لم تكن مهمة في حياتهم وعيشهم. لكن في وقتنا الحالي ليسوا كذلك، بل اكثرهم من المسلمين يعتنقون الديانة الإسلامية والقليل منهم مسيحيين. ومع ذلك يوجد إلى الآن فئات منهم لا يكترثون للتعاليم الدينية ولا يهتمون بها.

## جي
(الدومرية: جي: الروح أو النفس) مصطلح جي في الدومرية تستخدم في عدة طرق. أحياناً تأتي بمعنى الروح أي روح الإنسان. وأحياناً بالنفس أو التنفس أو الهواء. عادتاً يُؤْمِن الدوم أن جي هو روح الإنسان ومكانها موجود في العنق. حينما يصعب على الإنسان التنفس يقول الدوم أن الروح ينقص ولذلك عليه أن يأخذ البعض منه من العالم الذي الحوله.عاداتاً يقولون للشخص ذلك «جي پار» أي بمعنى «خذ بعضاً من الروح».
عند موت الإنسان يغادر الروح جسد الإنسان وتحديداً من العنق. في المعتقد الدومي لا يموت الروح ولا يختفي وإنما يبقى حي بعد الموت ويتجول في العالم.

## الشمس والقمر
هآيف لآ گآم
هيف كلمة دومرية وتعني «القمر» وأما گام تعني «الشمس». قديماً في الفلكلور الدومي كانوا الدوم يتحدثون عن قصة رائجة بين الشمس والقمر.
الشمس في اعتقادهم هي فتاة والقمر هو اخوها. في بداية الخلق كانت الشمس تظهر في الليل والقمر يظهر في النهار. عندما كانت الشمس تظهر في سماء الليل بدأت تخاف من ظلمتها ومن أرواح الأشرار التي تتجول بها. تكلمت الشمس مع اخوها القمر عن خوفها وقررو سوياً أن يستبدلوا ادوارهم. بدء القمر يظهر في الليل والشمس في النهار.

## القمر والنجمة
آيز لآ هآيف
كلمة آيز كلمة دومرية ومعناها «النجمة» وهآيف تعني القمر.
من الفلكلور الدومي قديماً كانت قصة آيز لآ هيف قصة حب بين القمر والنجمة التي بجانبه (المقصود هنا كوكب الزهرة).  وقع القمر بحب النجمة التي بجانبه ولكنه لم يستطع أن يتزوجها.  

## آيز
آيز (الدومرية: آيآز) هو اسم الشُهب أو المذنب في اللغة الدومرية.
قديماً حسب أساطير شعب الدوم كان آيز هم النجوم التي في السماء. وكل نجمة تمثل روح شخص حي في الأرض. وعند سقوط النجم (الشهب) فإن ذلك يدل على أن شخصاً ما قد مات لأن نجمته وقعت من السماء. وكذلك يدل ذلك على ولادة مولود جديد. قديماً كان الدومر يخافون عند رؤية الشهب في السماء وحين رؤيتها يبدأون بالحديث ويقولون «لآك كو مِرهـ» ومعناها «انظر من مات» وأيضا «لآك كو جنيرهـ» ومعناها «انظر من ولِدَ».
هذا المفهوم يشبه الاعتقاد بتناسخ الأرواح وسامسارا في الديانات الدارمية مثل الهندوسية والبوذية. وبما أن أصول الدوم يعود للهند لربما بقيت فكرة تناسخ الأرواح في أذهانهم، ولكن ليس تماماً كما الاعتقاد الرائج في جنوب وشرق اسيا كما الهند والصين.

## يال
يال (الدومرية: يآل) كائن اسطوري في ميثولوجيا شعب الدوم. يآل هو كائن خفي ولا يمكن للبشر رؤيته.  كان الدومر يؤمنون أن يال يستطيع دخول جسم المرأة الحامل لإسقاط جنينها. لذلك كان النساء الغجريات الحوامل من الدومر يغطون أفواههم عند سماع كلمة يال. حسب اعتقاداتهم فإن يال يدخل عبر الفم إلى الرحم ليقتل الجنين. وكذلك كان الغجر يعتقدون أن يال شخصية شريرة جدة وبإمكانه أن يصيب البشر بالأمراض والهلوسة. كان الدوم يعتقدون أن يال يدخل بين علاقة الرجل والمرأة وبإمكان ان يخلق المشاكل الزوجية.

## هوندرناكه
هوندرناكه (الدومرية: هوندرنآكهـ) هو كائن أسطوري في الميثولوجيا الدومرية عند شعوب الدوم أو القرباط قديماً.
مصطلح «هوندرنآكهـ» معناها الحرفي هو «الذي يقف هناك» كلمة هوندرناكه يمكن أن تتوافق مع مفهوم الشبح في اللغة العربية.
في مفهوم الدوم فإن هوندرناكه هم أرواح الشريرة للأموات والأسلاف القدماء الذين يتجولون في العالم. قديماً كان الدومر يؤمنون بأن الأرواح عند خروجها من جسد الإنسان يبقون متجولين في العالم. ولكن القليل منهم من يصبح فيما بعد هوندرناكه، الروح التي تتحول بعد موتها إلى هوندرناكه هم أرواح المقتولين والسيئون. ولذلك كان الدومر قديماً لا يقتربون من المكان التي تم به قتل شخصٍ ما. لان حسب اعتقادهم كان يمكن لروح المقتول أن يخرج من ذلك المكان.

## مرين
مرين (الدومرية: جمع: مٓرين، مفرد: مٓرهـ) هم الأموات وأرواحها حسب الميثولوجيا الدومرية قديماً. مٓرين هم أرواح الأسلاف التي تعيش في العالم بعد خروجها من الجسد. كان شعب الدوم لا يحبون ذكر أمواتهم كثيراً خوفاً من أن يتجسدوا أمامهم أو يأتوا إليهم. لان الأموات عندهم كانت تستطيع أن تأتي إلى الاشخاص وأخذها معها. خصوصاً إذا كان روح الميت أحب شخصاً، فإنه يأتي إلى الشخص الذي يحب ويسأله إذا كان يريد أن يذهب معه. عند موت الإنسان يوضع إناء ماء عند فراش الميت والسبب في ذلك لكي يأتي روح الإنسان المتوفي ليشرب من الماء.

## كوند
(الدومرية: كوند: البوم) كوند هو البوم، حسب اعتقادات الدوم قديماً فإن البوم حيوان شرس، خبيث وقاتل. كانوا الدوم يعتقدون أن البوم يقتل الرضع والأطفال الصغار من خلال الجلوس على أعلى الخيمة أو التحليق فوق الخيمة. لذلك كان الدوم يضعون قماش أو علم أبيض فوق خيمهم. ذلك يجعل من البومة تهرب بعيداً.

## قوس قزح
(الدومرية: خوايهـ كوپري: قوس قزح) معناها الحرفي «جسر الله/جسر السماء» في الأساطير الدومرية يقال أن قوس قزح يشير للخير والبركة. عند ظهور قوس قزح يبشر ظهوره بكثرة المحاصيل الزراعية. فقوس قزح يجعل النباتات مثل البطاطا والجزر والفجل والبصل...الخ تنبت بسرعة كبيرة.

## مآممك درگي
(بالدومرية: مآممك درگي: ذو الأثداء الطويلة) هي كائن أسطوري في ثقافة الدوم. يعتاد إخافة الأطفال بهذه الشخصية. مآممك درگي هي فتاة تمتلك شعراً أسوداً طويلاً، ولديها أثداء يمكنها أن تكون طويله جداً. الكبار من الدوم يتحدثون عنها لإخافة الأطفال. حيث يقولون أن مآممك درگي يمكنها أن تطارد الأطفال الذين يلعبون خارج البيت في الليل بوقت متأخر، وكذلك يمكنها أن تصيد الأطفال من خلال إطالة اثدائها والقبض عليهم.